# Újezd pod Troskami
Újezd pod Troskami là một làng thuộc huyện Jičín, vùng Královéhradecký, Cộng hòa Séc.